# Don Camillo und Peppone (Buch)

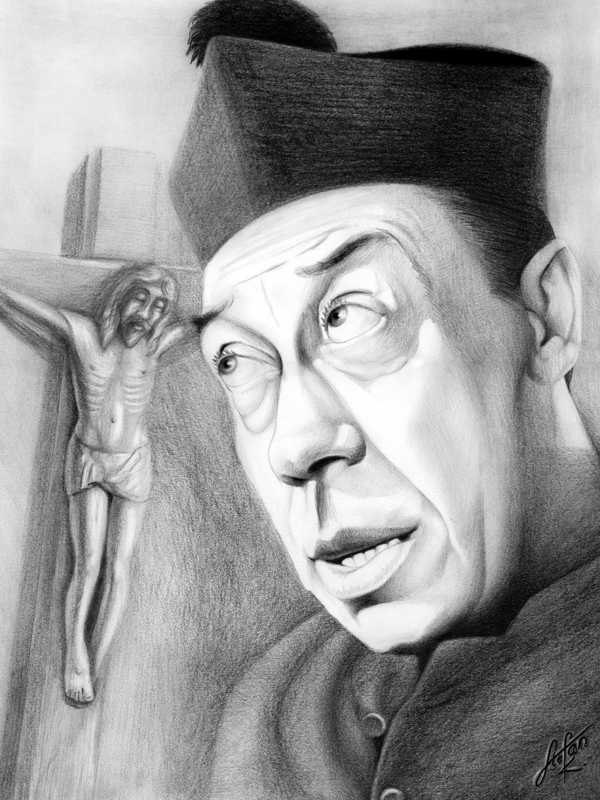
„Don Camillo im Gespräch mit Jesus“ (Zeichnung von Stefan Kahlhammer, 2008)

Don Camillo und Peppone (Originaltitel: Mondo Piccolo „Don Camillo“ oder kürzer Don Camillo) ist ein Episodenroman des italienischen Journalisten und Schriftstellers Giovannino Guareschi. Das Buch wurde erstmals 1948 im Rizzoli-Verlag veröffentlicht.
Don Camillo und Peppone ist das erste Buch einer Serie (Mondo Piccolo, Kleine Welt), die in einem nicht klar definierten kleinen Ort der Poebene (der Bassa) spielt und von amüsanten, aber realistischen Episoden handelt, die der Landpfarrer Don Camillo und sein mit ihm rivalisierender Freund, der kommunistische Dorfbürgermeister und Mechaniker Peppone, in der italienischen Nachkriegszeit erleben.
Das Werk wurde ein großer Erfolg und Dutzende Male neu verlegt. 1952 wurde eine erste Kinofassung gedreht, die den Titel Don Camillo und Peppone trägt; Hauptdarsteller sind Fernandel (Don Camillo) und Gino Cervi (Peppone). Der Film spielte in Brescello, einem Dorf der „Bassa Padana“ in der Provinz von Reggio nell’Emilia.

## Handlung
In Brescello, einem Dorf der Provinz von Reggio nell’Emilia am Fluss Po, „streiten“ der Pfarrer Don Camillo und der kommunistische Bürgermeister Peppone, Gegner in der Politik und in ihren Idealen, sich um die Herzen und die Seelen ihrer Landsleute. In komischen Episoden lösen sich ihre Streitigkeiten im gegenseitigen Verständnis.
Einige humoristische Episoden:
- Die Taufe, wo Don Camillo und Peppone einander ohrfeigen wegen des vorgeschlagenen Namens für Peppones Sohn, den dieser „Lenin Libero Antonio“ nennen will; in der Schlägerei unterlegen, ändert Peppone seine Meinung und schlägt die Namen „Camillo Libero Antonio“ vor; aber das Kind wird auf die Namen „Libero Camillo Lenin“ getauft, da der zufriedene Don Camillo meint: „Wenn sie einen Don Camillo daneben haben, können Typen wie der dort nichts ausrichten“.
- Die Feier, wo ein ärgerlicher Don Camillo Peppone beobachtet, während er in einer Dorfkirmesbude eine ihm ähnliche Puppe niederschlägt.
- Ein Fußballspiel zwischen den Teams Don Camillos und Peppones, das mit dem Sieg der Roten endet. Danach stellt sich heraus, dass es vom Bürgermeister gekauft worden war. Doch auch Don Camillo hatte versucht das Spiel zu kaufen, hatte dem Schiedsrichter jedoch 500 Lire weniger angeboten.

### Zitat
“Così vi ho detto, amici miei, come sono nati il mio pretone e il mio grosso sindaco della Bassa. […] Chi li ha creati è la Bassa. Io li ho incontrati, li ho presi sottobraccio e li ho fatti camminare su e giù per l’alfabeto.”

„So erzählte ich euch, meine Freunde, wie mein großer Priester und mein großer Bürgermeister von der Bassa geboren wurden. […] Es war die Bassa, die sie schuf. Ich bin ihnen begegnet, habe sie unter den Arm genommen und sie das Alphabet rauf und runter laufen lassen.“